# Renato Bastianelli
Renato Bastianelli (Ancona, 20 febbraio 1924 – Ancona, 21 aprile 2010) è stato un politico italiano.

## Biografia
Funzionario del Partito Comunista Italiano dal 1948, diventa consigliere comunale della sua città natale, mantenendo la carica fino al 1963. In tale anno viene eletto alla Camera; conferma il seggio a Montecitorio anche dopo le elezioni del 1968 e quelle del 1972. Si dimette da parlamentare nel maggio 1975, dopo essere stato consigliere e poi presidente del Consiglio regionale delle Marche, carica che mantiene fino al 1980.
Segretario nazionale della Confederazione nazionale dell'artigianato e della piccola e media impresa dal 1968 al 1972. Nel PCI è stato segretario provinciale di Ancona, segretario regionale nelle Marche e membro del Comitato centrale. Dopo la svolta della Bolognina aderisce prima al PDS e poi dal 1998 ai DS.
Muore il 21 aprile 2010 all'età di 86 anni.

## Fonti
- È morto Renato Bastianelli, "padre nobile della nostra politica"